# Mistrzostwa Polski w lekkiej atletyce masters
Mistrzostwa Polski w lekkiej atletyce masters (wcześniej: Mistrzostwa Polski weteranów w lekkiej atletyce) – mistrzostwa kraju w lekkiej atletyce masters na otwartym stadionie organizowane corocznie przez Polski Związek Lekkiej Atletyki Masters.
Pierwsze zawody odbyły się w czerwcu 1991 roku w Kielcach. Od tego samego roku organizowana jest też halowa edycja mistrzostw. Konkurencje lekkoatletyczne rozgrywane poza stadionem lub nietypowe o randze mistrzostw Polski są rozgrywane w ramach oddzielnych imprez: maraton, półmaraton, bieg na 10 km, chód na 10 km, chód na 5 km, rzuty nietypowe i inne.
W zawodach występować mogą zawodnicy, którzy ukończyli 35. rok życia. Rywalizują w kategoriach wiekowych zgrupowanych co 5 lat. Zawody rozgrywane są w konkurencjach (według stanu na 2023): biegi na: 100 m, 200 m, 400 m, 800 m, 1500 m, 3000 m, 5000 m, 10000 m, 80 m ppł, 100 m ppł, 110 m ppł, 200 m ppł, 300 m ppł, 400 m ppł, 2000 m z przeszkodami, 3000 m z przeszkodami, chód na 3000 m, chód na 5000 m, skok w dal, skok wzwyż, skok o tyczce, trójskok, rzut oszczepem, rzut dyskiem, rzut młotem i pchnięcie kulą.

## Edycje mistrzostw
| Edycja | Rok  | Gospodarz           | Daty               | Liczba zawodników |
| ------ | ---- | ------------------- | ------------------ | ----------------- |
| 1      | 1991 | Kielce              | 29 czerwca         | 81                |
| 2      | 1992 | Zduńska Wola        | 12 września        | 95                |
| 3      | 1993 | Białystok           | 22 maja            | 85                |
| 4      | 1994 | Stargard            | 14–15 maja         | 92                |
| 5      | 1995 | Zielona Góra        | 20–21 maja         | 116               |
| 6      | 1996 | Szczecinek          | 21–22 maja         | 126               |
| 7      | 1997 | Poznań              | 7 czerwca          | 183               |
| 8      | 1998 | Kielce              | 22–23 sierpnia     | 128               |
| 9      | 1999 | Stargard            | 26 czerwca         | 151               |
| 10     | 2000 | Warszawa            | 3–4 czerwca        | 207               |
| 11     | 2001 | Zielona Góra        | 16–17 czerwca      | 215               |
| 12     | 2002 | Sopot               | 15–16 czerwca      | 248               |
| 13     | 2003 | Szczecin            | 7–8 czerwca        | 230               |
| 14     | 2004 | Częstochowa         | 3–4 lipca          | 250               |
| 15     | 2005 | Toruń               | 9–10 lipca         | 289               |
| 16     | 2006 | Toruń               | 1–2 lipca          | 297               |
| 17     | 2007 | Toruń               | 23–24 czerwca      | 254               |
| 18     | 2008 | Słupsk              | 28–29 czerwca      | 237               |
| 19     | 2009 | Białystok           | 27–28 czerwca      | 204               |
| 20     | 2010 | Toruń               | 26–27 czerwca      | 270               |
| 21     | 2011 | Zielona Góra        | 18–19 czerwca      | 265               |
| 22     | 2012 | Białystok           | 20 czerwca–1 lipca | 251               |
| 23     | 2013 | Toruń               | 24–25 sierpnia     | 336               |
| 24     | 2014 | Radom               | 18–19 czerwca      | 317               |
| 25     | 2015 | Toruń               | 27–28 czerwca      | 379               |
| 26     | 2016 | Opole               | 2–3 lipca          | 349               |
| 27     | 2017 | Kraków              | 1–2 lipca          | 415               |
| 28     | 2018 | Toruń               | 30 czerwca–1 lipca | 464               |
| 29     | 2019 | Białystok           | 26–27 czerwca      | 391               |
| 30     | 2020 | Lublin              | 22–23 sierpnia     | 486               |
| 31     | 2021 | Olsztyn             | 26–27 czerwca      | 573               |
| 32     | 2022 | Toruń               | 18–19 czerwca      | 521               |
| 33     | 2023 | Łódź                | 27–28 sierpnia     | 593               |
| 34     | 2024 | Włocławek           | 6–7 lipca          | 532               |
| 35     | 2025 | Gorzów Wielkopolski | 5–6 lipca          | 558               |

## Najstarsi zawodnicy
Na dzień 6 lipca 2024 r. najstarszymi zawodnikami, którzy wystartowali w Mistrzostwach Polski Masters byli:
- wśród kobiet: Urszula Zglenicka (Lublin, 2020, wiek: 88 lat)[8]
- wśród mężczyzn: Stanisław Kowalski (Toruń, 2015, 105 lat)[8]